# Epione (geslacht)
Epione is een geslacht van vlinders uit de familie van de spanners (Geometridae).

## Soorten
- E. chalcospilata Walker, 1863
- E. emundata Christoph, 1880
- E. exaridaria Graeser, 1840
- E. repandaria

Puntige zoomspanner Hufnagel, 1767
- E. semenovi Djakonov, 1936
- E. vespertaria (Linnaeus, 1767) - zoomspanner